# Traidor a la raza
Traidor racial o traidor a la raza es una frase que describe a alguien que es percibido como que está traicionando a su propia raza. La "acusación" proviene principalmente por otros miembros de su raza o mismo grupo étnico. Las acusaciones a las personas de "traicionar" a su raza vienen por muchas razones sociopolíticas, incluido el mestizaje, la asimilación cultural, el racismo interiorizado, el apoyo a los intereses de otros grupos raciales y el descuido de los intereses y el bienestar de su propio grupo racial. Entre las minorías raciales, el término "traidor racial" se usa a veces para describir a alguien en una posición de poder que abandona o minimiza su identidad racial para escapar de la discriminación racial. Aunque despectiva, la frase ha sido reclamada por algunos activistas de izquierda que buscan abolir el concepto de blancura.

## Afroamericanos
Las percepciones y acusaciones de traición racial entre los afroestadounidenses operan en gran medida dentro de los límites de las identidades jerárquicas construidas durante el período de la esclavitud en los Estados Unidos. Aquellos percibidos como traidores a la raza son apodados house negros, mammies, Tío Tom y Aunt Jemimas. Los conservadores negros son los principales objetivos de estas afirmaciones, con políticos como Clarence Thomas y Tim Scott acusados de ser traidores raciales que trabajan para causas contra los negros en contra de sus propios intereses. Además, los afroamericanos percibidos como "actuando como blancos" son objeto de críticas y acusaciones de traición a su raza.
Los movimientos nacionalistas negros conservadores como Hoteps y Nación del Islam a menudo enfatizan la adherencia estricta a los aspectos religiosos y culturales tradicionales de la identidad negra, incluidas estructuras familiares sólidas y roles de género patriarcales. Cualquier desviación percibida de estas normas puede verse como una traición. Cuando se le preguntó sobre el asesinato de Malcolm X después de su salida de la Nación del Islam, el ministro Louis Farrakhan declaró:

¿Fue Malcolm tu traidor o el nuestro? Y si lo tratamos como una nación trata a un traidor, ¿qué diablos te importa a ti? Una nación tiene que ser capaz de lidiar con traidores, asesinos y traidores.

## Judíos
Aunque cada uno es distinto y tiene matices culturales, la cultura judía tiene varios términos religiosos y culturales para describir a alguien visto como un traidor racial. El término más amplio es judío que se odia a sí mismo, usado para describir a un judío que tiene sentimientos antisemitas o antisionistas. El término en yiddish a shande far de goyim ("una vergüenza delante de los goyim") y el término hebreo, más grave chillul Hashem ("una profanación del nombre [de Dios]"), son dichos que se utilizan para indicar que un judío se ha comportado vergonzosamente frente a no judíos, y posiblemente alimentó los estereotipos antisemitas al hacerlo. Kapo, un término del argot para referirse a un prisionero judío de los campos de concentración nazis al que se le permitían ciertos privilegios a cambio de supervisar el trabajo esclavo, ha sido descrito como "el peor insulto que un judío puede dar a otro judío", y "acusa a los judíos de hoy de traicionando a sus compañeros judíos trabajando para sus opresores".
Además de reforzar el antisemitismo, los judíos han sido acusados de traicionar a su comunidad al propagar políticas de derecha, profanar la ley religiosa, y asimilarse a la cultura no judía. Un judío que se casa con un no judío o se convierte fuera del judaísmo a veces es llorado como muerto, y un ministro israelí ha descrito los matrimonios mixtos como un "segundo Holocausto". Debido a la historia del Antijudaísmo cristiano, a menudo existe un mayor estigma que rodea a los judíos que eligen convertirse al cristianismo, mientras que otras conversiones o la falta de afiliación religiosa no se consideran tabú. El profesor Stuart Charmé escribió que "[A]brazar el núcleo radiactivo del goyismo—Jesús—viola el último tabú del judaísmo. [...] Creer en Jesús como mesías no es simplemente una creencia judía herética, como pudo haber sido en el primer siglo, se ha convertido en el equivalente a un acto de suicidio etnocultural".

## Blancos
Los supuestos traidores a la raza blanca, a veces conocidos coloquialmente como White niggers y wiggers blancos, son personas blancas acusadas por los supremacistas blancos de abandonar la cultura blanca en favor del multiculturalismo y las políticas raciales progresistas. Históricamente, las personas han sido tildadas de traidores blancos por oponerse a la esclavitud, apoyar los movimientos de derechos civiles, o tener alguna asociación con la negritud. Algunas personas blancas en relaciones interraciales han sido acusadas de ser traidores raciales, incluido de manera destacada el Príncipe Harry por su matrimonio con Meghan Markle.
El término ha sido utilizado por el Ku Klux Klan para describir a los opositores políticos.  También ha sido reclamado por activistas, incluidos Noel Ignatiev, John Garvey y Mab Segrest.
Entre los nacionalistas serbios, la ideología del cristoeslavismo postula que los serbios y otros eslavos son esencialmente cristianos, por lo que los bosnios y otros musulmanes eslavos son vistos como "traidores raciales" y "asesinos de Cristo". Estos nacionalistas consideran que los musulmanes eslavos han causado contaminación racial y deformidad y, a veces, se les llama "turkificadores".